# Lucy (álbum)
Lucy es el tercer álbum original de estudio de la cantante japonesa Maaya Sakamoto, lanzado al mercado el día 28 de marzo del año 2001 bajo el sello Victor Entertainment.

## Detalles
Fue lanzado dos años y medio después de su segundo álbum de estudio DIVE, y entre este tiempo fue lanzado su compilación de singles y también un sencillo, que no fue incluido aquí.
El álbum en su totalidad fue producido por Yōko Kanno, y Maaya participa por primera vez en la escritura de algunos de los temas, junto con Yuho Iwasato y Tim Jensen. El álbum cuenta con influencias de la guitarra acústica, al piano, y también del Pop de los años 70 y 80 del Reino Unido. Cuenta con temas cantados tanto en japonés como en inglés.

## Lista de canciones
1. Lucy
2. Mameshiba (マメシバ?)
3. Strobe no Sora (ストロボの空?)
4. Alcaloid (アルカロイド?)
5. Koucha (紅茶?)
6. Kinobori no Akai Skirt (木登りと赤いスカート?)
7. Life is good
8. Honey bunny
9. T-Shirt (Tシャツ?)
10. Kūki to Hoshi (空気と星?)
11. Rule ~Iroasenai Hibi~ (Rule～色褪せない日々～?)
12. Watashi wa Okanoue Kara Kabin wo Nageru (私は丘の上から花瓶を投げる?)

- Datos: Q1065957